# ブースタープロジェクト
株式会社ブースタープロジェクトは、日本の映画制作プロダクションである。代表は映画プロデューサーの中林千賀子。『さくらん』を制作したことで知られる。ミニシアター系の低予算映画や海外合作などを得意とする。
異業種監督や新人監督の起用する映画を多く制作している。

## データ
- 名称 - 株式会社ブースタープロジェクト
- 代表取締役社長 - 中林千賀子
- 所属プロデューサー - 三宅はるえ
- 所属映画監督 - 清水崇
- 所属映像作家 - 谷計成

## 略歴・概要
2006年8月、中林千賀子が代表となって、同社を設立した。映画・映像の制作のほか、創業当初は、宣伝部を持っていた。
若手のスタッフを起用することで、知られている。

## おもなフィルモグラフィ
- 『さくらん』（2006年、監督：蜷川実花、主演：土屋アンナ）
- 『ラビパパ』（2007年、監督：三木俊一郎、主演：木村佳乃）
- 『ガチ☆ボーイ』（2008年、監督：小泉徳宏、主演：佐藤隆太）
- 『受験のシンデレラ』（2008年、監督：和田秀樹、主演：寺島咲）
- 『Happyダーツ』（2008年、監督：松梨智子、主演：辺見えみり）
- 『罪とか罰とか』（2009年、監督：ケラリーノ・サンドロヴィッチ、主演：成海璃子）
- 『The Harimaya Bridge はりまや橋』（2009年、監督：アロン・ウルフォーク、主演：ベン・ギロリ）
- 『アンを探して』（2009年、監督：宮平貴子、主演：穂のか）
- 『ばかもの』（2010年、監督：金子修介、主演：成宮寛貴、内田有紀）
- 『ほしのふるまち』（2011年、監督：川野浩司、主演：中村蒼、山下リオ）
- 『シェアハウス』（2011年、監督：喜多一郎、主演：吉行和子）
- 『センチメンタルヤスコ』（2012年、監督：堀江慶、主演：岡本あずさ）
- 『FASHION STORY -Model-』（2012年、監督：中村さやか、主演：本田翼）
- 『R-18文学賞vol.1 自縄自縛の私』（2012年、監督：竹中直人、主演：平田薫）
- 『箱入り息子の恋』（2013年、監督：市井昌秀、出演：星野源、夏帆、黒木瞳、大杉漣、森山良子、平泉成）
- 『クソ素晴らしいこの世界』（2013年、監督：朝倉加葉子、出演：キムコッピ、北村昭博、大畠奈菜子、しじみ）
- 『図書館戦争』（2013年、監督：佐藤信介、出演：岡田准一、榮倉奈々、福士蒼汰、栗山千明）
- 『R-18文学賞vol.1 ジェリーフィッシュ』（2013年、監督：金子修介、主演：大谷澪、花井留美）
- 『L♡DK』（2014年、監督：川村泰祐、出演：剛力彩芽、山﨑賢人、岡本玲、白石美帆）
- 『オー!ファーザー』（2014年、監督：藤井道人、出演：岡田将生、忽那汐里、佐野史郎、河原雅彦、宮川大輔、村上淳、柄本明）
- 『イン・ザ・ヒーロー』（2014年、監督：武正晴、出演：唐沢寿明、福士蒼汰、寺島進、黒谷友香、加藤雅也、松方弘樹）
- 『最後の命』（2014年、監督：松本准平、出演：柳楽優弥、矢野聖人、比留川游、滝藤賢一、中島しゅう）
- 『at Home』（2014年、監督：蝶野博、出演：竹野内豊、松雪泰子、坂口健太郎、黒島結菜、池田優斗）
- 『ガールズステップ』（2015年、監督：川村泰祐、出演：石井杏奈、塚本高史）
- 『先輩と彼女』（2015年、監督：池田千尋、出演：志尊淳、芳根京子）
- 『通学電車』（2015年、監督：川野浩司、出演：千葉雄大、松井愛莉）
- 『通学途中』（2015年、監督：川野浩司、出演：中川大志、森川葵）
- 『KABUKI DROP』（2016年、監督：上條大輔、出演：松本利夫、MEGUMI、吉沢亮、大堀光一、伊藤沙莉）
- 『HiGH&LOW THE MOVIE』（2016年、監督：久保茂昭、出演：EXILE、三代目J Soul Brothers、小泉今日子）
- 『Hee』（2016年、監督：桃井かおり、出演：桃井かおり、藤谷文子）
- 『ひだまりが聴こえる』（2017年、監督：上條大輔、出演：多和田秀弥、小野寺晃良）
- 『オトトキ』（2017年、監督：松永大司、出演：THE YELLOW MONKEY）
- 『走れ！T校バスケット部』（2018年、監督：古澤健、出演：志尊淳、佐野勇斗、早見あかり、戸塚純貴、佐藤寛太、鈴木勝大）
- 『あの日のオルガン』（2019年、監督：平松恵美子、出演：戸田恵梨香、大原櫻子）
- 『L♡DK ひとつ屋根の下、「スキ」がふたつ。』（2019年、監督：川村泰祐、出演：上白石萌音、杉野遥亮、横浜流星）
- 『台風家族』（2019年、監督：市井昌秀、出演：草彅剛、尾野真千子、中村倫也、MEGUMI、若葉竜也、甲田まひる）
- 『王様になれ』（2019年、監督：オクイシュージ、主演：岡山天音）
- 『閉鎖病棟-それぞれの朝-』（2019年、監督：平山秀幸、出演：笑福亭鶴瓶、綾野剛、小松奈菜）
- 『犬鳴村』（2020年、監督：清水崇　出演：三吉彩花、坂東龍汰、大谷凛香、古川毅、宮野陽名、高嶋政伸、高島礼子、奥菜恵、須賀貴匡）
- 『樹海村』（2021年、監督：清水崇　出演：山田杏奈、山口まゆ、神尾楓珠、安達祐実、原日出子）
- 『ホムンクルス』（2021年、監督：清水崇　出演：綾野剛、成田凌、岸井ゆきの、石井杏奈、内野聖陽）
- 『Ribbon』（2022年、監督：のん　出演：のん、山下リオ、渡辺大知、小野花梨、春木みさよ、菅原大吉）
- 『みなに幸あれ』（2024年1月19日公開予定、監督：下津優太、出演：古川琴音）

## おもなテレビ作品
- 『結党!老人党』（2009年、監督：平川雄一朗、主演：笹野高史）
- 『SOIL ソイル』（2010年、監督：清水崇、山口雄大、主演：星野真里）
- 『CLAMPドラマ ホリック〜xxxHOLiC〜』（2013年、監督：豊島圭介、継田淳、出演：杏、染谷将太、東出昌大）
- 『HiGH&LOW〜THE STORY OF S.W.O.R.D.〜#HiGH&LOW THE STORY OF S.W.O.R.D.ドラマ シーズン1 （2015年）』（2016年、監督：久保茂昭、出演：EXILE、三代目J Soul Brothers、小泉今日子、YOU）

## おもなミュージックビデオ作品
- 『アイタイ』（2013年、スガシカオ、監督：豊島圭介、出演：安達祐実）
- 『ライオン』（2018年、ベリーグッドマン、監督：市原直）
- 『ドリームキャッチャー』（2018年、ベリーグッドマン、監督：市原直）
- 『星をこえて』（2018年、Ms.OOJA、監督：川野浩司　出演：貫地谷しおり、若林拓也）
- 『愛しい人よ』（2019年、Ms.OOJA、監督：川野浩司）
- 『イヤフォン』（2019年、Ms.OOJA、監督：川野浩司）
- 『蒼波』（2019年、Ms.OOJA、監督：川野浩司）
- 『あの日のメロディー』（2019年、Ms.OOJA、監督：川野浩司）
- 『くもり時々晴れ』（2019年、Ms.OOJA、監督：市原直）
- 『夏雲』（2019年、Ms.OOJA、監督：川野浩司）
- 『線香花火』（2018年、ベリーグッドマン、監督：谷計成 (joylous_Tokyo) 出演：田辺桃子、松本大輝）
- 『裸~Nude』（2019年、ゆしん、監督：谷計成 (joylous_Tokyo)]
- 『Baby don't you let me go』（2019年、Ms.OOJA、監督：谷計成 (joylous_Tokyo) ）
- 『HIKARI』（2020年、Ms.OOJA、監督：清水崇）
- 『Woman〜Wの悲劇より〜』（2020年、Ms.OOJA監督：谷計成 (joylous_Tokyo)]
- 『さよならの向う側』（2020年、Ms.OOJA監督：川野浩司監督：：谷計成  (joylous_Tokyo)]

## おもな配給作品
- 『KOKORO』（2017年、監督：ヴァンニャ・ダルカンタラ、出演：國村隼、安藤政信）

## おもな宣伝作品
- 『Happyダーツ』（2008年、配給：クロック・ワークス）
- 『The Harimaya Bridge はりまや橋』（2009年、配給：ティ・ジョイ）
- 『マイマイ新子と千年の魔法』（2009年、配給：松竹）